# The International (golf)
Pour les articles homonymes, voir The International.
The International, ou plus officiellement The INTERNATIONAL, était un tournoi du PGA Tour qui  s'est déroulé de 1986 à 2006 à Castle Rock dans le Colorado.
Ce tournoi était l'un des deux seuls tournois du PGA Tour à ne pas se dérouler sous le format du Stroke play. Il était le seul à utiliser le Stableford.

## Stableford
Lors de ce tournoi, bien que le système soit celui du Stableford, le système de notation est propre au tournoi.
Ce système donne des points sur chaque trou. Ces points sont définis en fonction du score réalisé par un joueur par rapport à la définition théorique du trou.
Le système cherche à augmenter les risques pris par le joueur en favorisant les résultats positifs par rapport aux résultats négatifs.
Les points du joueur sur chaque trou sont additionnés pour déterminer le score.
- Albatross (double eagle): +8
- Eagle: +5
- Birdie: +2
- Par: 0
- Bogey: -1
- Double bogey or worse: -3

## Palmarès
| année                                | Vainqueur           | Nationalité |
| ------------------------------------ | ------------------- | ----------- |
| The International                    |                     |             |
| 1986                                 | Ken Green           |             |
| 1987                                 | John Cook           |             |
| 1988                                 | Joey Sindelar       |             |
| 1989                                 | Greg Norman         |             |
| 1990                                 | Davis Love III      |             |
| 1991                                 | José Maria Olazábal |             |
| 1992                                 | Brad Faxon          |             |
| 1993                                 | Phil Mickelson      |             |
| Sprint International                 |                     |             |
| 1994                                 | Steve Lowery        |             |
| 1995                                 | Lee Janzen          |             |
| 1996                                 | Clarence Rose       |             |
| 1997                                 | Phil Mickelson      |             |
| 1998                                 | Vijay Singh         |             |
| 1999                                 | David Toms          |             |
| The INTERNATIONAL Presented by Qwest |                     |             |
| 2000                                 | Ernie Els           |             |
| 2001                                 | Tom Pernice, Jr.    |             |
| 2002                                 | Rich Beem           |             |
| The INTERNATIONAL                    |                     |             |
| 2003                                 | Davis Love III      |             |
| 2004                                 | Rod Pampling        |             |
| 2005                                 | Retief Goosen       |             |
| 2006                                 | Dean Wilson         |             |